# Fidela (Santa Fe)
Fidela es una comuna del Departamento Castellanos, Provincia de Santa Fe, Argentina.

## Ubicación
Se halla ubicada al este de la comuna de Pueblo Marini, entre las rutas provinciales 22 y 13.  

## Población y demografía
179 habitantes (Indec, 2022)

## Historia
Fidela se funda en la década de 1880 y conforma el frente colonizador oeste de la región central de la provincia, más allá del cual se extiende una zona de «reserva» que abarca territorios de las Provincias de Santa Fe y Córdoba, donde «los cuatreros imponían sus propias condiciones de vida», se abastecen mediante el robo de ganado y se protegen de la ley trasladándose de una provincia a la otra en pocos minutos. Sus orígenes se hermanan con los de Colonia Vila, “ya que ambas surgen por iniciativa del mismo colonizador: Nicasio Vila” quien compra las tierras a don Carlos y donde la colonia toma el nombre de su madre, doña Fidela Paredes.

## Santo Patrono
- 8 de septiembre Virgen Niña.